# Bastrumpet

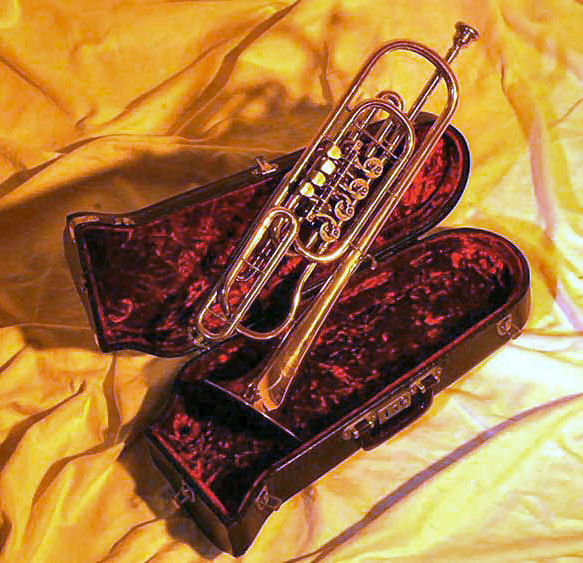
En bastrumpet.

Bastrumpet eller djup trumpet är ett bleckblåsinstrument. Bastrumpet är vanligt förekommande i brassband i Centraleuropa och ersätter då trombon.
Bastrumpeten konstruerades av Richard Wagner och stäms i Bb, C eller Eb.